# Lonny Kellner
Pour les articles homonymes, voir Kellner.
Lonny Kellner-Frankenfeld (née le 8 mars 1930 à Remscheid, morte le 22 janvier 2003 à Hambourg) est une actrice et chanteuse allemande.

## Biographie
Après sa scolarité, elle prend des cours de théâtre puis de chant. Elle obtient des premiers rôles dans des œuvres classiques au théâtre de Bonn et au Westfälisches Landestheater. Sur la recommandation de collègues, elle interprète en 1948 quelques chansons pour la Nordwestdeutscher Rundfunk. Elle fait de nombreux tours de chant dans des cabarets et des enregistrements orchestraux pour la radio. Ses premiers succès sont Im Hafen von Adano et La le lu en duo avec René Carol.
En 1952, elle fait sa première apparition au cinéma pour interpréter une chanson dans le film Königin der Arena.
En 1956, elle épouse Peter Frankenfeld qu'elle a rencontré en tournée. Il adopte son fils Thomas, né d'une liaison précédente. Ils multiplient les concerts, les tournées et les présences à la télévision, soit ensemble, soit en solo, faisant même un concert caritatif aux États-Unis. Dans le studio de leur domicile, ils enregistrent des sketchs pour la radio et la télévision.
Après la mort de Peter Frankenfeld en 1979, Lonny Kellner se consacre à la comédie. Elle tourne ainsi dans la série Unsere Hagenbecks. Elle tient son dernier rôle en 2001 dans un épisode de la série Großstadtrevier.

## Filmographie

### Cinéma
- 1952 : Königin der Arena
- 1952 : Tanzende Sterne
- 1954 : Das ideale Brautpaar
- 1953 : Fleur de Hawaï
- 1954 : Geld aus der Luft
- 1954 : Keine Angst vor Schwiegermüttern
- 1955 : Musik, Musik und nur Musik
- 1956 : Liebe, Sommer und Musik
- 1956 : Auf Wiedersehn am Bodensee
- 1992 : Otto – Der Liebesfilm (de)

### Télévision
- 1971 : Glückspilze
- 1982 : Sonny Boys (série)
- 1986 : L'Ami des bêtes - Dr. Bayers Geheimnis
- 1987 : Humor ist Trumpf
- 1991 : Unsere Hagenbecks (série)
- 1994 : Ein unvergeßliches Wochenende
- 1997 : Heimatgeschichten - Alte Liebe
- 2001 : Großstadtrevier - Amok